# Acura RDX
Acura RDX — компактний кросовер компанії Honda для американського ринку, який випускається під торговою маркою Acura з 2006 року.

## Перше покоління (ТВ1)

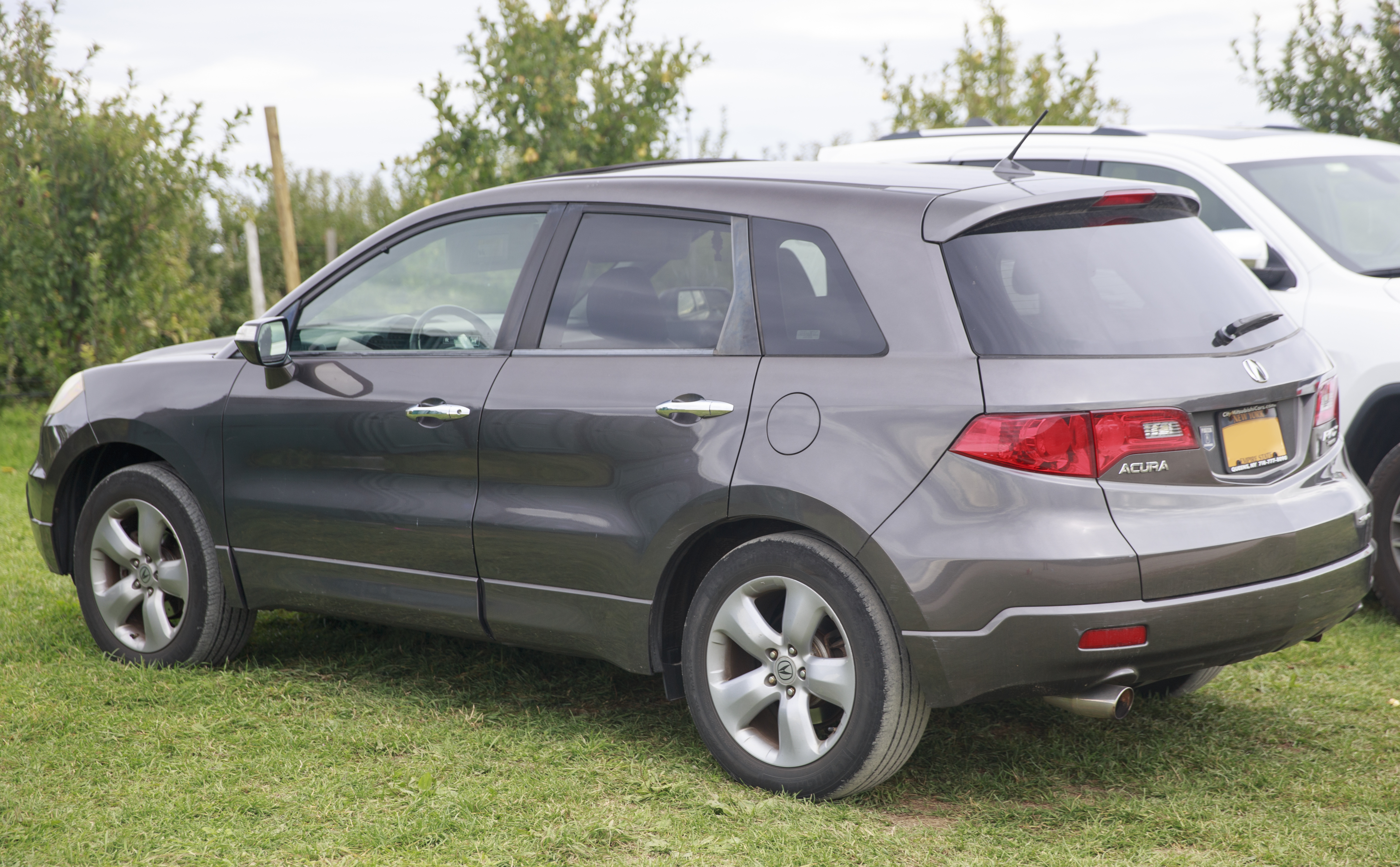
Acura RDX

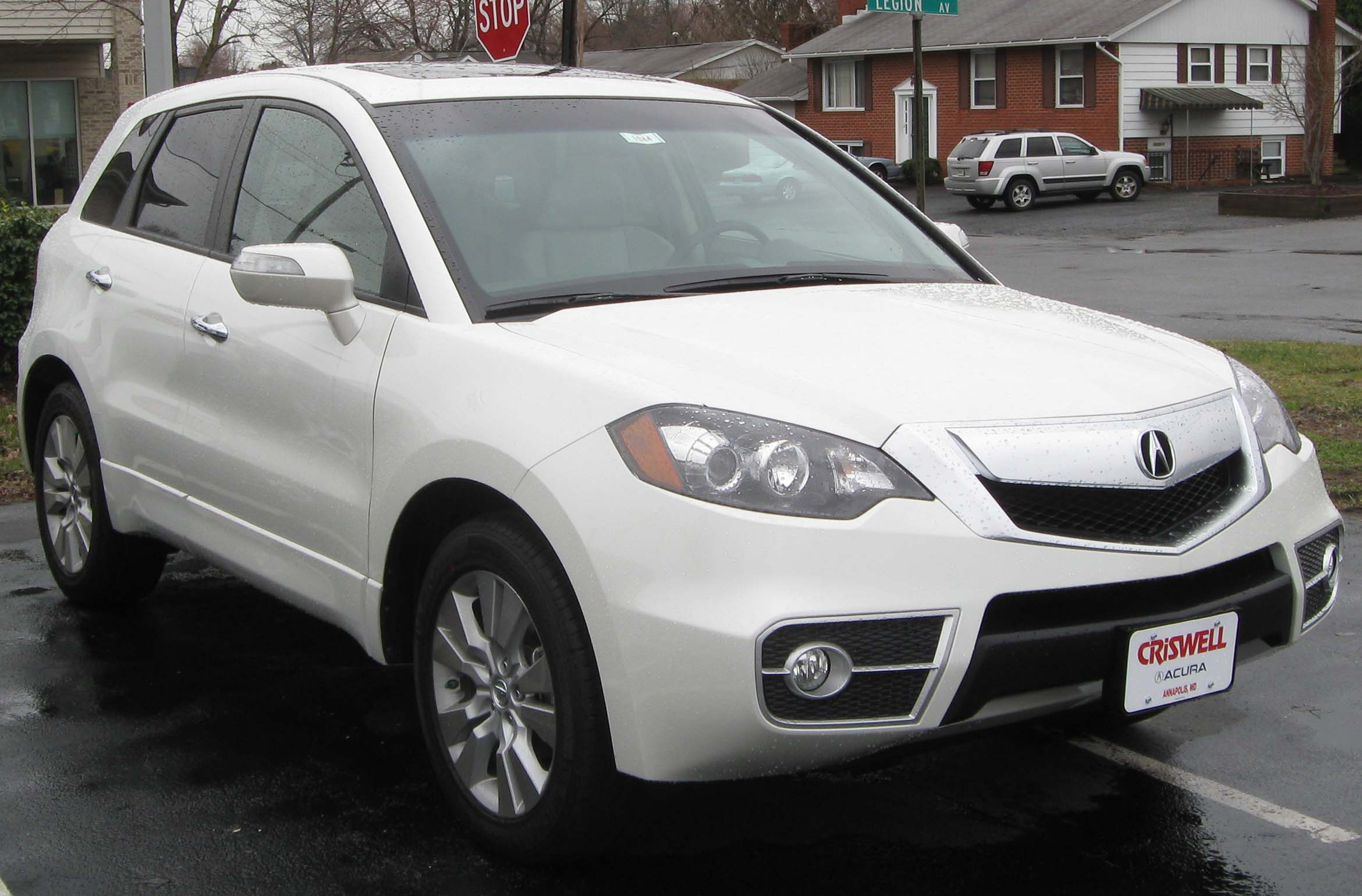
Acura RDX (2010-2012)

Спочатку автомобіль був представлений як концепт-кар Acura RD-X; дебют серійного RDX стався в 2006 році на автосалоні в Нью-Йорку, автомобіль надійшов у продаж 11 серпня 2006 року. Автомобіль збудований на платформі Honda CR-V, однак має складний повний привод SH-AWD з векторизацією крутного моменту задьої осі та турбодвигун 2,3 л потужністю 240 к.с. Крутний момент в залежності від умов варіювався в співвідношенні від 90:10 до 30:70, а активний редуктор дозволяв перекинути на одне з коліс задньої осі до 100% доступною тяги.
Оновлена модель 2010 року надійшла в продаж у серпні 2009 року, прийнявши новий корпоративний дизайн Acura. Також став доступний привід на передні колеса FWD.
З 2006 по 2011 рік в США продали 118 209 компактних паркетників Acura.

### Двигун
| Модель | Роки випуску | Тип/Код                            | Потужність, Крутний момент                     |
| ------ | ------------ | ---------------------------------- | ---------------------------------------------- |
| RDX    | 2006-        | 2300 см3 Р4 турбонадув Honda K23A1 | 240 к.с. при 6000 об/хв, 353 Нм при 4500 об/хв |

## Друге покоління (ТВ3, TB4)

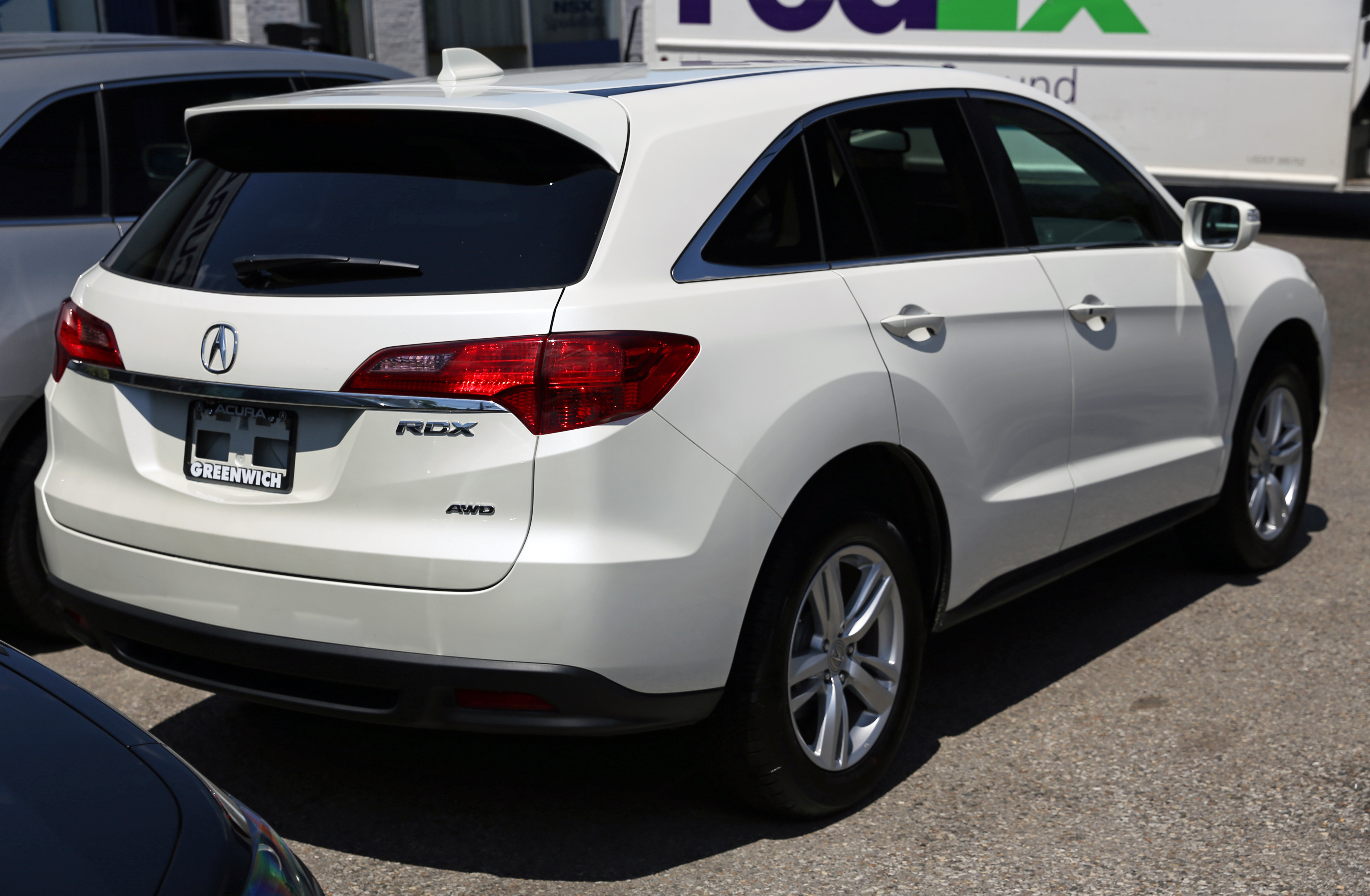
Acura RDX (2012-2015)

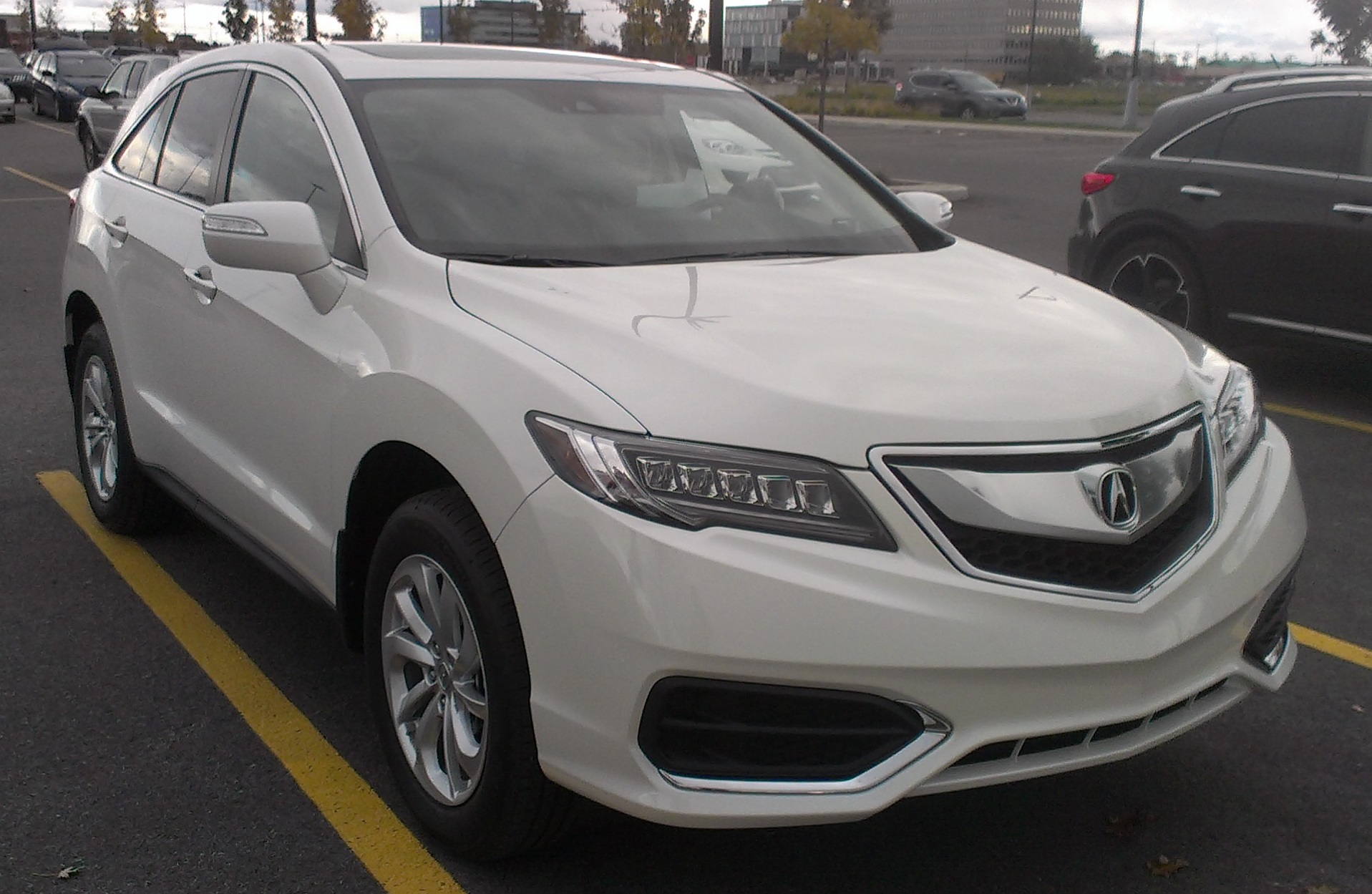
Acura RDX (з 2015)

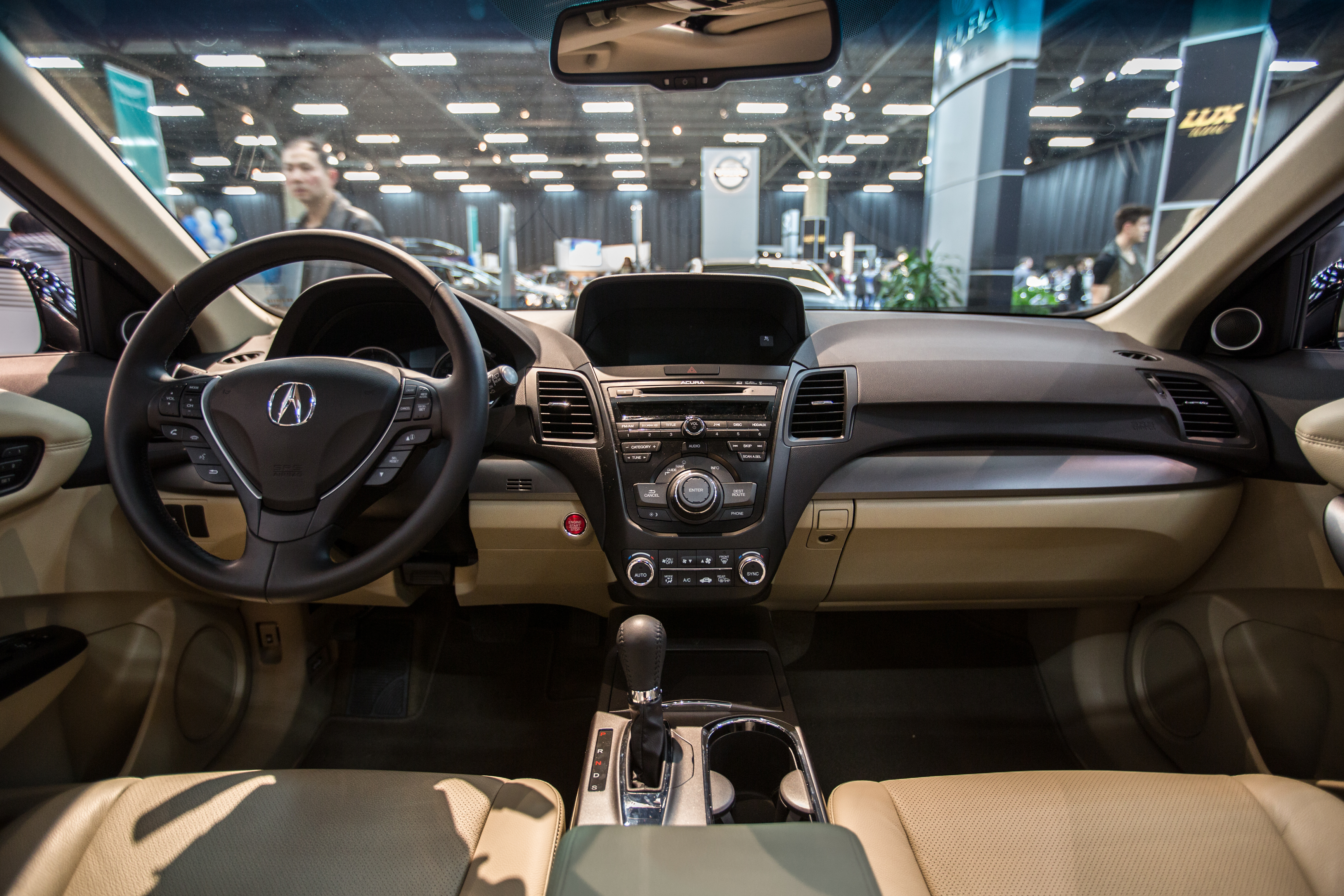
Салон Acura RDX

Друге покоління RDX було представлено 9 січня 2012 року на Північноамериканському міжнародному автосалоні. Платформа залишилася колишньою (стійки McPherson спереду і багаторичажка ззаду), але всі кузовні панелі були нові. Турбований чотирициліндровий двигун замінений на J35Y 3.5 л SOHC i-VTEC V6 потужністю 277 к.с. 344 Нм, що агругатується з 6-ступінчастою АКПП, система SH-AWD замінена більш простим AWD з багатодисковою муфтою, що підключає задню вісь, є й модифікація з переднім приводом FWD.
Для китайського ринку пропонується двигун J30Y1 3.0 л SOHC i-VTEC V6 потужністю 263 к.с.
Фейсліфтингову модель представили на Чиказькому автошоу [Архівовано 6 лютого 2015 у Wayback Machine.] 2015 року як модель 2016 року. Автоимобіль отримав потужніший двигун 3.5 л SOHC i-VTEC V6 потужністю 283 к.с. 342 Нм та 9-ст. АКПП.
Оновлені машини відрізнялися іншими оптикою, ґратами радіатора і бамперами. Інтер'єр не змінився. У списку оснащення з'явився пакет Advance Package. До нього увійшли адаптивний круїз-контроль, системи запобігання зіткнень, стеження за смугою руху і «мертвими» зонами, вентиляція передніх сидінь, датчик дощу, передній і задній датчики парковки і камера заднього виду. З 2012 по 2017 рік в Штатах продали 273 817 машин.

### Двигуни
- 3.0 L J30Y1 V6 263 к.с. (Китай)
- 3.5 L J35Z2 V6 277/283 к.с.

## Третє покоління (з 2018)

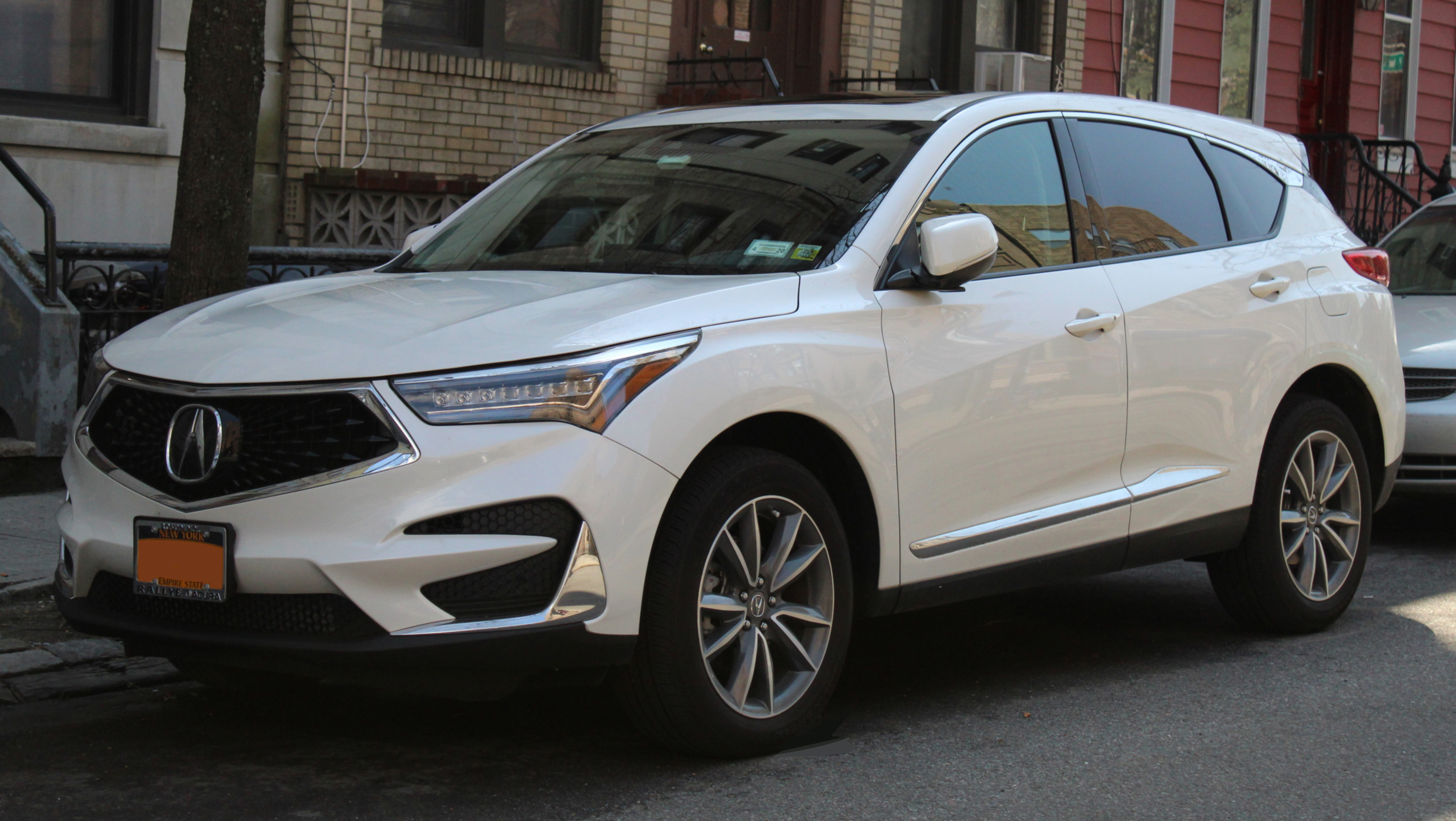
Acura RDX (з 2018)

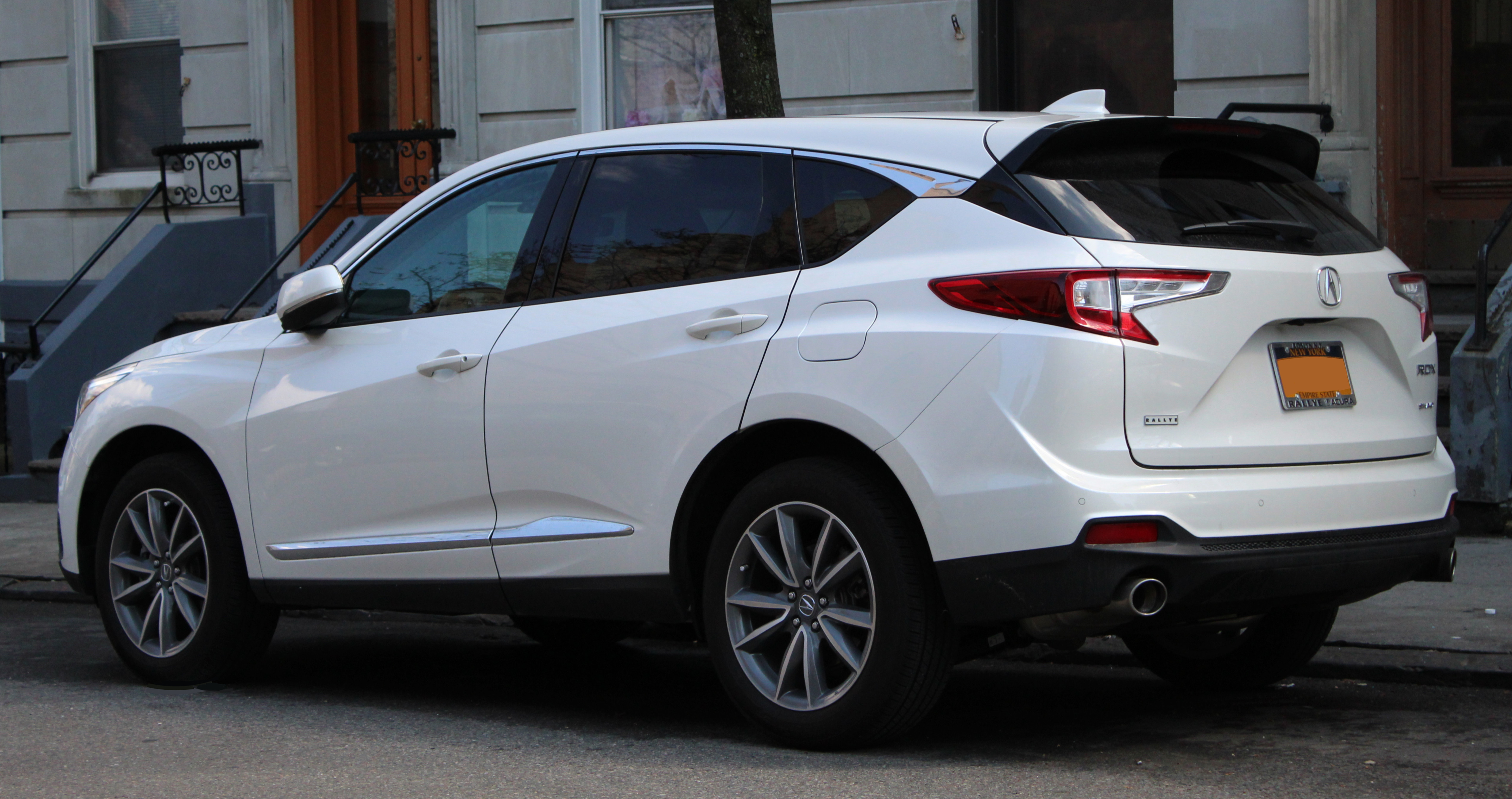
Acura RDX (з 2018)

В квітні 2018 року на автосалоні в Нью-Йорку представили концепт-кар нового Acura RDX.

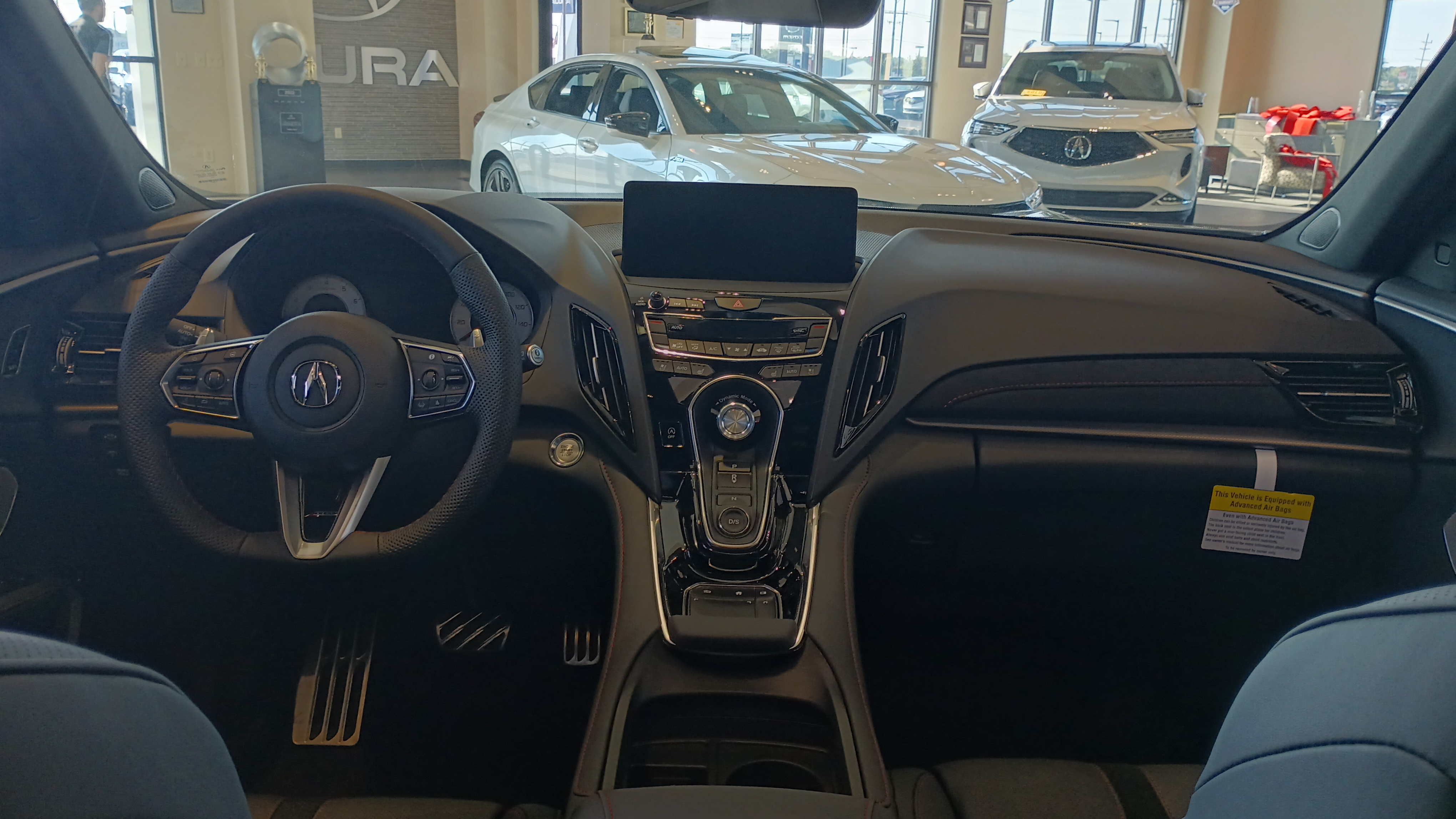

Базується RDX на новій платформі зі стійками McPherson спереду і багаторичажкою ззаду і рульовим управлінням з електропідсилювачем і змінним передавальним відношенням. Опціонально будуть доступні адаптивні амортизатори. Конструкція кузова, що складається на 50% з високоміцних сортів сталі, розроблена з нуля. Змінилися пропорції. Довжина автомобіля збільшилася з 4685 мм до 4747, а висота скоротилася з 1680 мм до 1669 Колісна база додала 66 мм - до 2751 мм.
В рух автомобіль приводить двигун 2.0 i-VTEC (276 к.с., 380 Нм) з безпосереднім уприскуванням і фазообертачами на впуску і випуску. Спарений двигун з 10-ст. «автоматом». Розробники повернули повний привід SH-AWD з двома індивідуальними муфтами ззаду, за допомогою яких змінюється вектор тяги. Трансмісія здатна передати назад до 70% моменту, і весь він може піти на одне з коліс.
У базову комплектацію, крім іншого, входять система безключового доступу в салон, електропривод п'ятої дверки з функцією зміни висоти її відкривання, селектор режимів руху (Snow, Comfort, Sport and Sport+) і 19-дюймові колеса.
Комплекс асистентів безпеки Acura Watch включає в себе системи автогальмування, утримання в смузі і запобігання виїзду на узбіччя, а також адаптивний круїз-контроль. За замовчуванням в Акуру RDX встановлено вісім ейрбегів, включаючи колінні для передніх пасажирів.
У 2020 році Acura RDX була протестована Страховим інститутом дорожньої безпеки та IIHS. Обидві організації поставили моделі РДХ найвищі оцінки в краш-тестах.
Виробництво кросовера налагодять на заводі в Іст Ліберті (штат Огайо), але турбомотори будуть поставляти з підприємства в місті Анна (Огайо), а коробки передач - з Таллапуса (Джорджія).
Це перший в історії RDX, повністю розроблений в США. За дизайн відповідала студія в Каліфорнії, а за техніку - науково-дослідний центр в Огайо. Заокеанські дилери почнуть прийом замовлень влітку 2018 року.
Acura оновила RDX для 2022 модельного року. Автомобиль отримав свіжий екстер'єр, покращену шумоізоляцію, перероблену опціональну адаптивну підвіску, а також бездротові Apple CarPlay і Android Auto та бездротову зарядку для смартфону.  
Acura RDX 2023 року пропонує багажник об'ємом 835 л за другим рядом сидінь та 1668 л за першим рядом сидінь.  
У 2024 році Acura зробила всі версії RDX повнопривідними.   
Acura RDX 2025 отримала оновлений дизайн решітки, більші підсклянники, покращену бездротову зарядку (крім бази) і підтримку широкоекранного режиму Apple CarPlay та Android Auto.   

### Двигуни
- 2.0 l VTEC turbo K20C4 І4 276 к.с. 380 Нм

## Продаж
| рік  | США    | Канада |
| ---- | ------ | ------ |
| 2006 | 9,164  | 1,415  |
| 2007 | 23,356 | 4,104  |
| 2008 | 15,845 | 3,573  |
| 2009 | 10,153 | 2,869  |
| 2010 | 14,975 | 3,163  |
| 2011 | 15,196 | 3,070  |
| 2012 | 29,520 | 4,726  |
| 2013 | 44,750 | 6,112  |
| 2014 | 44,865 | 6,557  |
| 2015 | 51,026 | 7,380  |
| 2016 | 52,361 | 8,047  |
| 2017 | 51,295 | 8,101  |
| 2018 | 63,580 | 8,890  |
| 2019 | 62,876 | 9,716  |
| 2020 | 52,785 |        |